# Google Web Light
Google Web Light，是Google提供的一项服务，可在其Android移动浏览器Chrome中更快地浏览。它能检测2G等慢速網路，并會自動切换到内置数据压缩功能的Google代理服务器。它可以加快開啟以文字為主的的网站。
这种服务在特定國家提供，包括印度尼西亚、巴西和印度。

## 批评
Google Web Light不經内容过滤器處理。没有内容过滤器，成人內容或其他有害内容可能會顯示給18岁以下用户。